# Bowna
Bowna est un village de Nouvelle-Galles du Sud dans le sud-ouest de la région de Riverina.

## Géographie
Bowna est situé à 7 km au sud-ouest de Mullengandra et à 18 km à l'est de Table Top.

## Histoire
Bowna a été fondé par les bushrangers dans le milieu des années 1850. Un bureau de poste y est créé le 1er mai 1869 mais il a fermé en 1994.